# ضبان
الضَّبَان أو الصِّلالَة أو النعل قطعةٌ من جلد أو ورق أو قماش توضع في باطن الحذاء يحقق عددًا من الأغراض. منها توفير الراحة اليومية عند انتعال الحذاء وخاصة لمدة طويلة، وتعزيز الطول، وعلاج التهاب اللفافة الأخمصية، ودعم الأخمص، وتخفيف آلام القدم والمفاصل من الالتهاب والإصابات واختلاف طول الرجلين. وهي إلى ذلك تساعد في تصحيح العظام والأداء الرياضي.
انتُقِدَ الاستخدام الطبي للضبانات لأنه يفتقر إلى دليل على الفائدة، فإن استخدامه غير متسق. فيصف أطباء العظمية المشهورون والمختصون بمعالجة خلل الأرجل ضباناتٍ مختلفةً تماماً لمريض واحد.    إضافة إلى ذلك، يختلف تأثير تصميم معين للضبان اختلافاً كبيراً حَسَبَ المريض،  والممارسة القياسية لتخصيص الوصفات الطبية غير متوفرة.  ومع ذلك، فإن الأدلة مختلطة: غالباً ما يُبْلِغُ المرضى عن تحسيناتٍ قصيرة المدى على الأقل في الراحة، وقد وجدت دراسات أخرى فعاليتها.

## التأثيل
كلمة ضبان معربة من التركية من كلمة تابان أو طابان.

## معرض صور

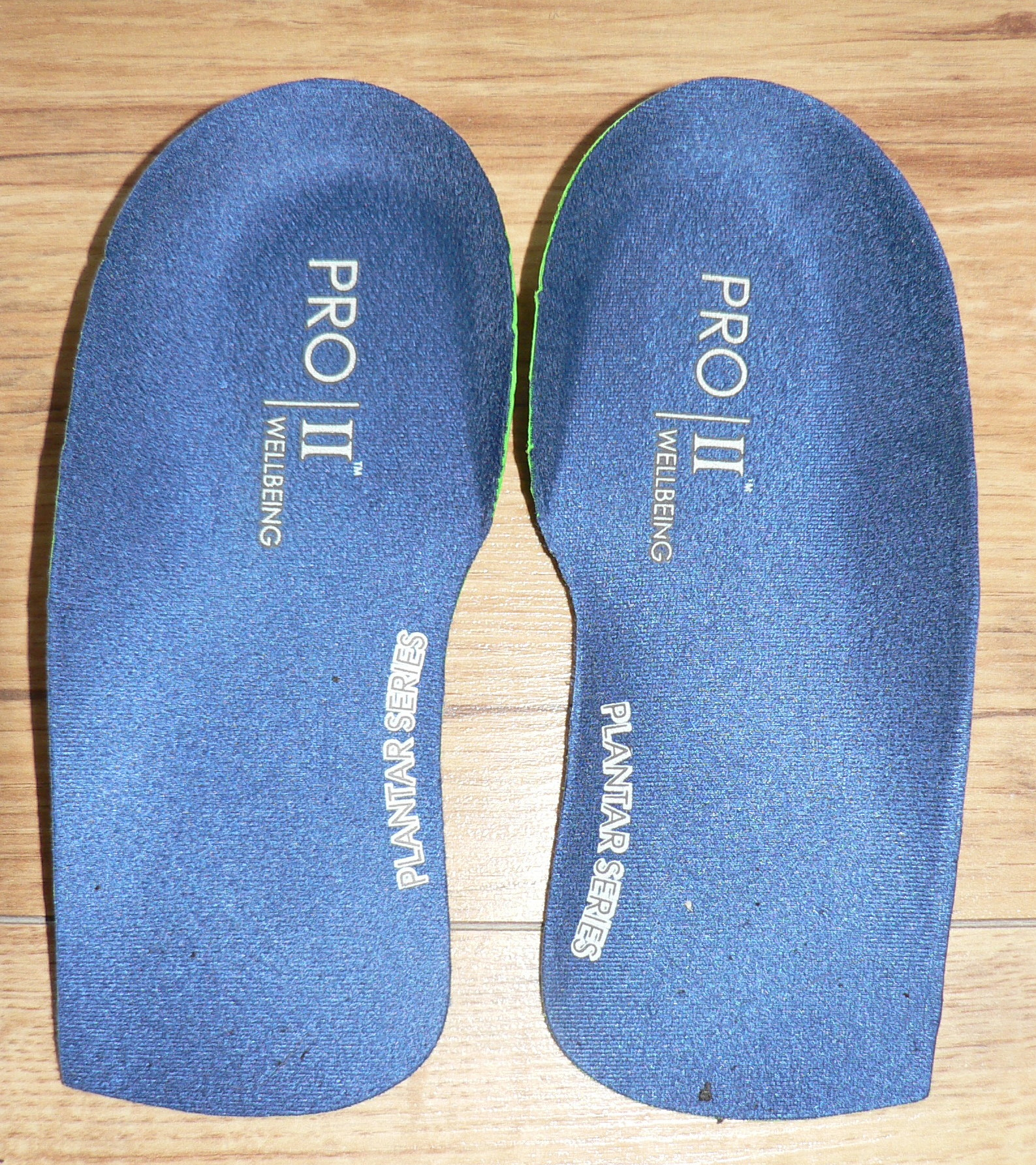
زوج من ضبانات لتقويم العظام.
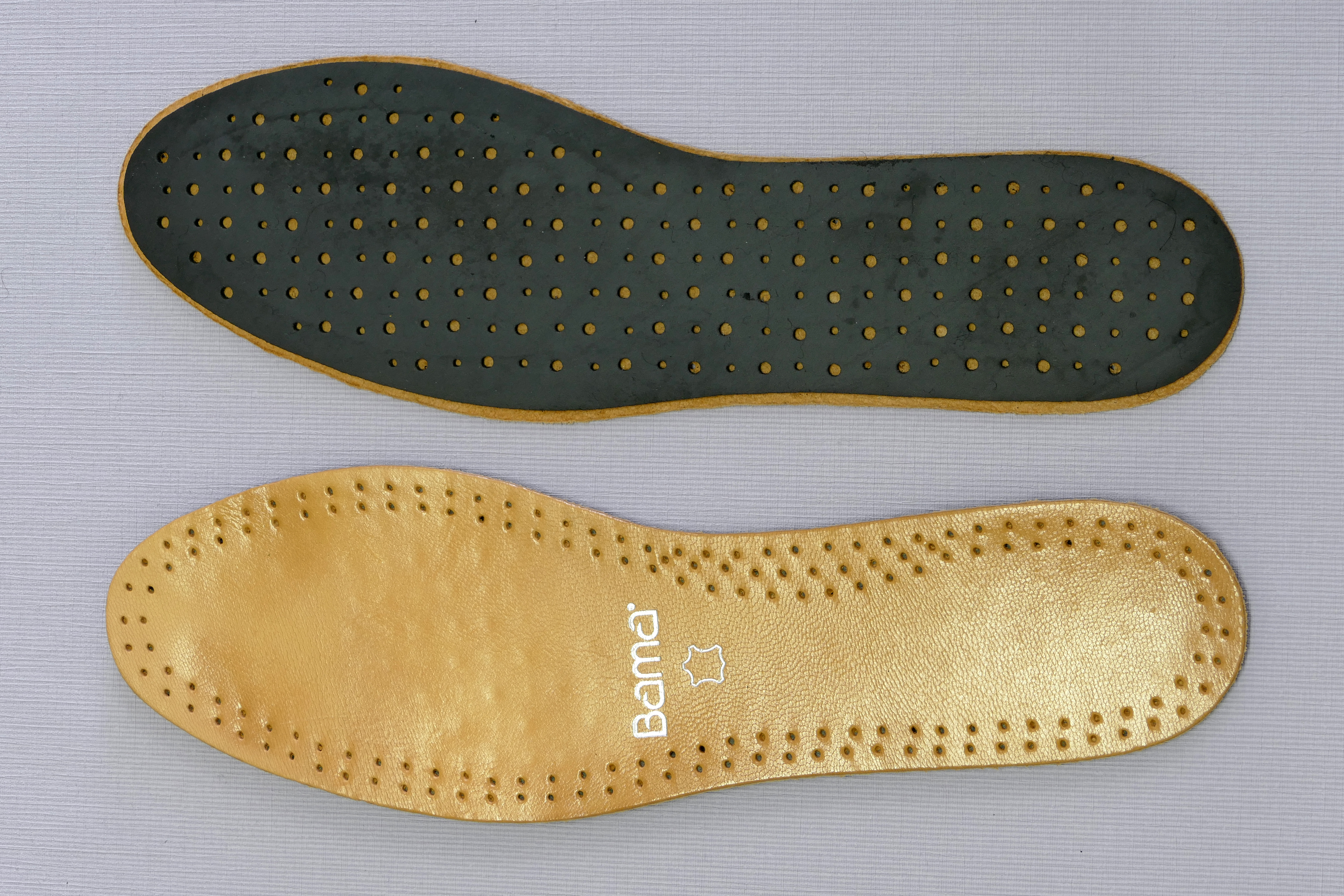
زوج من النعال الداخلية الجلدية العادية.